# بدن‌نمایی

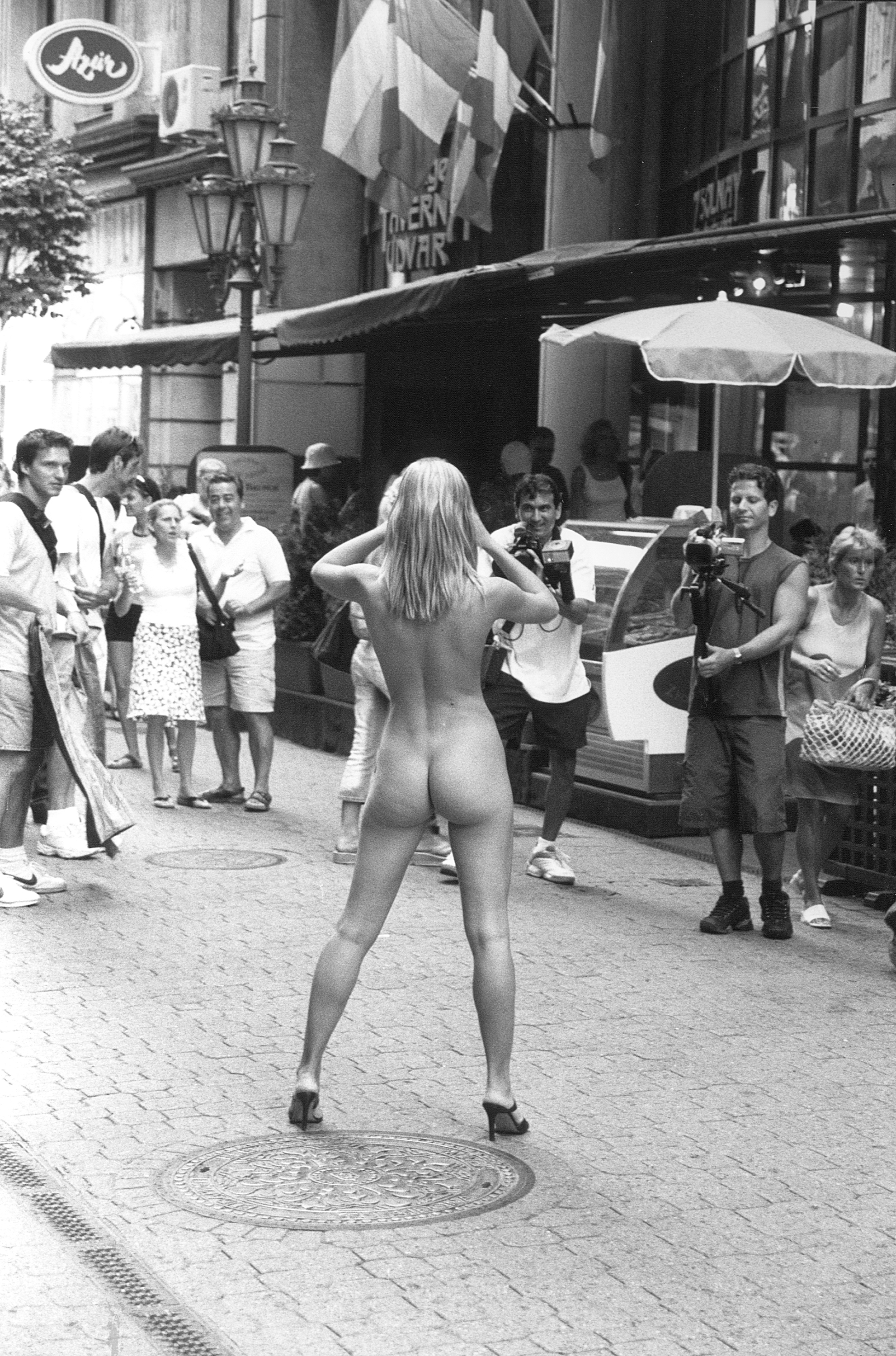
زن برهنه در یکی از خیابان‌های بوداپست در سال ۲۰۰۷.

بدن‌نمایی یا عورت‌نمایی یا نمایش‌گری به نمایش دادن پیکر یا اعضای جنسی به دیگران در ملأ عام یا مکان نیمه‌عمومی گفته می‌شود. انواع گوناگونی از بدن‌نمایی وجود دارد همچون بدن‌نمایی در باشگاه برهنگی یا به صورت اعتراضات سیاسی یا در جمع دوستان که البته این‌ها جزو اختلال روان‌پزشکی بدن‌نمایی طبقه‌بندی نمی‌شوند، هرچند ممکن است مخاطب، گروهی از دوستان و رهگذران یا غریبه‌ها باشند و احساس آزردگی کرده و از فرد شکایت کنند. فرد مبتلا به اختلال بدن‌نمایی یا به‌طور خاص عورت‌نمایی با انجام این کار لذت می‌برد. این لذت لزوماً به ارگاسم منجر نمی‌شود.

## تاریخچه
بدن‌نمایی ریشه در تاریخ داشته و از دوران کلاسیک، گزارش‌هایی در این زمینه، وجود دارد. هرودوت، مورخ یونانی، چنین رفتارهایی را در زنان و مردان در کتاب خود از سدهٔ پنجم پیش از میلاد، روایت کرده است.

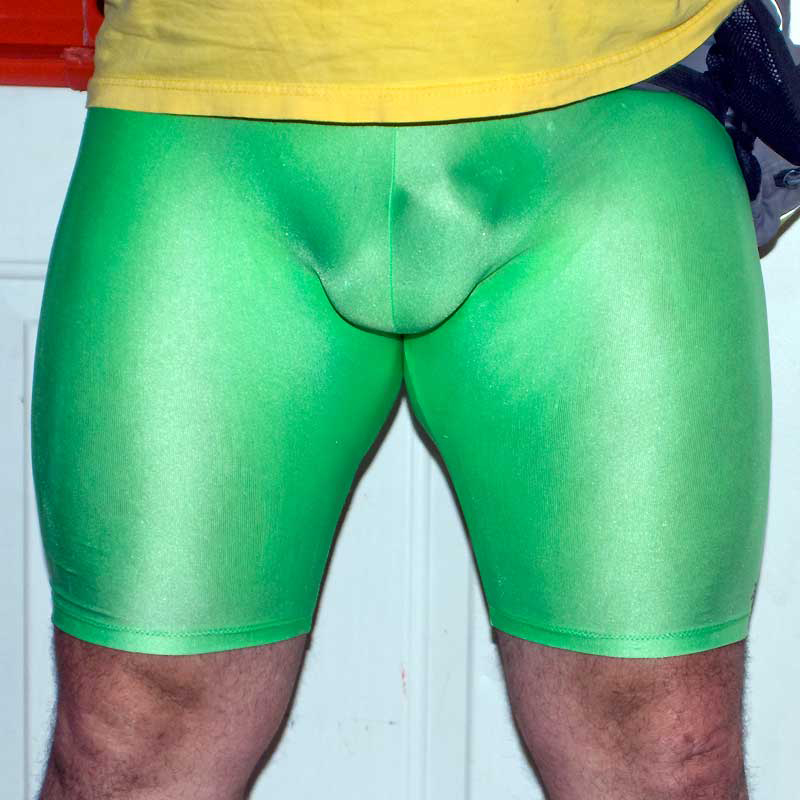

## وضعیت حقوقی
روایتی از آنچه به خودنمایشگری تعبیر می‌شود، از سوی شورایی برای مقابله با توهین به مقدسات در سال ۱۵۵۰ میلادی در ونیز، ثبت شده است. همچنین در بازنگری قانون ولگردی به سال ۱۸۲۴ در بریتانیا، تبصره‌ای اضافه شد که نمایشگری در صورتی که در اثر تمایلات بیمارگونه باشد از کیفر معاف شود. نمایشگری همچنان در اکثر کشورها به صورت کلی جرم محسوب می‌شود مگر بیمارگونه بودن آن به صورت اکید اثبات شود.

## دیدگاه روان‌شناختی
تا سدهٔ هجدهم میلادی، خودنمایشگری به عنوان یک رفتار پلید تلقی می‌شد. برخی این‌گونه می‌پنداشتند که بدن‌نمایی ناشی از ضعف در برقراری پیوند کامیاب با جنس مخالف است و بیشتر کسانی که در رابطه با جنس مخالف دچار شکست یا سرخوردگی شده‌اند، با به نمایش گذاشتن بدن خود به‌ویژه عورت، سعی در جلب توجه و جبران کمبودهای جنسی خود دارند. نخستین بار در سال ۱۸۷۷ روان‌شناس فرانسوی چارلز لاسگ (۱۸۰۹–۱۸۸۳) به این پدیده به عنوان یک بیماری یا اختلال جنسی نگریست و دربارهٔ آن را مطالعه و تحقیق کرد. پس از او روانشناسان متعددی (از جمله فروید) بر روی این مسئله پژوهش نموده‌اند. با تحقیقات جدید مشخص شده است که تمایل به نمایشگری در همه انسان‌ها خصوصاً در کودکان تا حدودی وجود دارد. پژوهش‌هایی در زمینهٔ ارتباط نمایشگری با اختلال کم‌توجهی - بیش‌فعالی (ADHD) انجام شده است، همچنین مطالعاتی در مورد علاقه پسربچه‌ها در به نمایش گذاشتن ادرار کردن خود ثبت شده است. این موضوع در دختربچه‌ها معمولاً به صورت برهنه ظاهر شدن در مقابل اشخاصی که جذابیت دارند دیده می‌شود.) اما این تمایل می‌بایست به صورت طبیعی در سن بلوغ، در آمیزش جنسی با شریک جنسی (دوست پسر/دختر، همسر) ادغام شده و محو شود. ادامهٔ این رفتار در بزرگسالان یک اختلال جنسی تلقی می‌شود که باید درمان شود. هنوز در بسیاری از کشورها نمایشگری یک جرم محسوب شده و منجر به دستگیری می‌شود.

## ملاک‌های تشخیص
ملاک‌های تشخیصی "DSM-IV-TR" برای نمایشگری: الف) در درازای یک دورهٔ حداقل ۶ ماهه تخیلات برانگیزندهٔ قوی و عودکننده جنسی، امیال شدید جنسی یا رفتارهای نمایش آلت تناسلی به یک بیگانه غیر منتظر روی می‌دهد. ب) شخص بر اساس این تمایلات جنسی دست به عمل بزند، یا این تمایلات یا خیال‌پردازی‌های جنسی سبب ناراحتی شدید یا بروز اشکالات بین فردی شوند.

## محیط پیرامون
محیط‌هایی که افراد بدن‌نما در آن‌ها خود را به نمایش می‌گذارند فرق می‌کنند. نمایشگران مرد معمولاً جلوی مدارس دخترانه یا کلیساها، در بین جمعیت، و در بوستان‌ها عورت‌نمایی می‌کنند، امکان دارد فرد نمایشگر در این محیط‌ها وانمود کند که مشغول ادرار کردن است. گاهی آن‌ها در یک فروشگاه بزرگ فقط بارانی بر تن می‌کنند، سوتی را برمی‌دارند و در آن می‌دمند و زمانی که خریداران زن به جهت سوت‌زن نگاه می‌کنند، بارانی خود را باز می‌کنند؛ یا با آلتی که به حالت نعوظ درآمده است به پنجرهٔ خانه ضربه می‌زنند و خود را به نمایش می‌گذارند؛ یا کنار یک زن در سینمای تاریک می‌نشینند و استمنا می‌کنند. نمایشگر زن ممکن است در ورزشگاه‌ها، بوستان‌ها، کنارهٔ دریا یا اتوبوس نمایشگری کند. بسیاری از زنان نمایشگر حتی بدون نیاز به دست‌ورزی جنسی و صرفاً با نمایش بدن خود، به ارضای جنسی و ارگاسم می‌رسند.

## برداشت فرهنگی جامعه

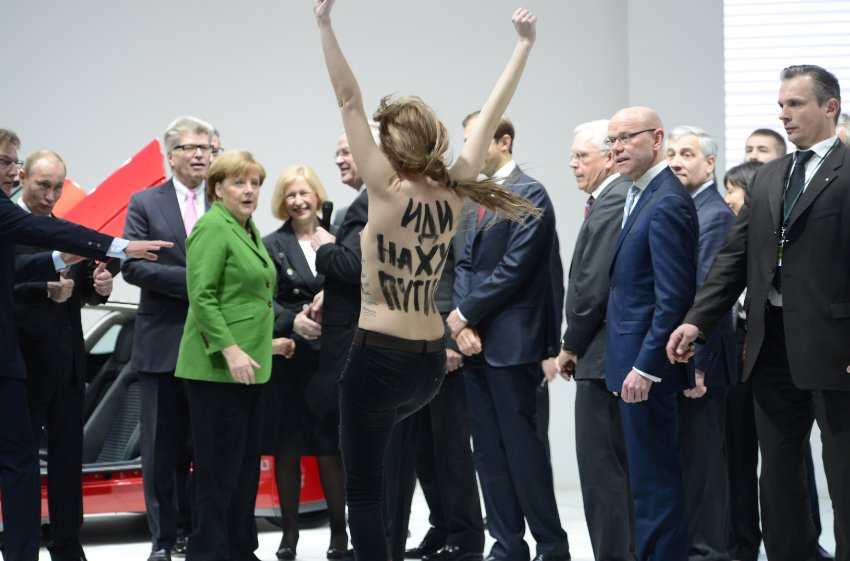
بدن‌نمایی گروه فمن به آنگلا مرکل و ولادیمیر پوتین در انظار عمومی

نشان دادن اندام تناسلی یا بدن بزهنه در مکان عمومی، بر حسب اینکه این عمل به‌دست مرد انجام شده باشد یا زن، از سوی جامعه به صورت کاملاً متفاوتی برداشت می‌شود. چنانچه یک مرد در برابر زنی بی‌خبر، جامهٔ خود را درآورد، او عورت‌نما و زن، قربانی محسوب می‌شود اما اگر که یک زن در مقابل مردی بی‌خبر عریان شود، مرد، تماشاگر جنسی و زن باز هم قربانی قلمداد می‌شود. به همین دلیل، عورت‌نمایی و تماشاگری جنسی عمدتاً اختلال‌های مردانه تلقی شده و جرم‌هایی هستند که غالباً مردان به آن متهم می‌شوند. حال آنکه به نظر می‌رسد این اختلال جنسی در هر دو جنس زن و مرد وجود دارد. برداشت مردانه بودن اختلال نمایشگری با فرهنگ ضعیف‌پنداری زنان مرتبط است.
با توجه به تفاوت‌های فرهنگی در میزان معمول پوشش مردان و زنان در جوامع گوناگون، حد و مرز تشخیص رفتار نمایشگرانه برای مرد و زن متفاوت است. فرهنگ بسیاری از جوامع غربی نمایشگری را تا حدود بسیاری برای زنان پذیرفته‌شده می‌داند، به گونه‌ای که امروزه میزان نمایش اعضای متمایز جنسی در جامهٔ زنان، بسیار بیشتر از مردان این جوامع است. در برخی فرهنگ‌های شرقی حالت معکوس وجود دارد. در اروپای قرون وسطی جامهٔ رسمی مردان نمایش‌دهندهٔ آلت جنسی و جامهٔ زنان سراسر پوشیده بود. الگوی فرهنگی جامعه در هر زمان و سرزمین معیار متفاوتی برای تشخیص مرز نمایشگری با پوشش عادی ایجاد می‌کند.

## اختلالات همراه
اختلالاتی که نمایشگری اجباری با آن‌ها همراه می‌شود شامل وسواس دزدیدن، سندرم توره و اختلال بیش فعالی و کم توجهی (ADHD) است.

## سبب‌شناسی
رویکرد روانکاوی اظهار می‌دارد که عوامل روان‌پریشی بدن‌نمایی اجباری، اظهار هویت جنسی از طریق نشان دادن عضو جنسی و دیدن واکنش مخاطبان نظیر ترس، شگفتی، لذت یا تنفر است. در چنین موقعیتی نمایشگر به‌طور ناخودآگاه، احساس اختگی و ناتوانی جنسی می‌کند. در دیگر کنش‌های جنسی این افراد، نیز موضوع اصلی از نشان دادن و نگاه کردن مایه می‌گیرد.
به عبارت دیگر، این دسته افراد با نشان دادن عضو جنسی خود به یک غریبه، می‌کوشند تا از راه تحت تأثیر قرار دادن او به یک احساس توانایی و تسلط جنسی دست یابند؛ زیرا اغلب روان‌شناسان و روانپزشکان برآنند که افراد نمایشگر از نظر شخصیتی دچار احساس عدم امنیت و اطمینان نسبت به توانایی جنسی و دچار احساس حقارت و فقدان قاطعیت و از نظر اجتماعی منزوی هستند.
همانند اکثر رفتارهای جنسی در بزرگسالی، ریشهٔ این رفتار را نیز می‌توان در دوران کودکی جستجو کرد. تمایلات نمایشگری از روابط فرد با والد غیر هم‌جنسش حاصل می‌شود که غالباً سلطه‌جو و بیش از اندازه مراقب حال او بوده است، به علت وجود مادر یا پدری تهدیدکننده، فرد مبتلا به نمایشگری تا آن حد مضطرب می‌شود که احساس اختگی و تسلیم می‌کند. توزیع این اختلال در جوامع گوناگون، نشانگان فرهنگی - اجتماعی دارد و این مسئله نشان می‌دهند که فرهنگ و روش تربیتی کودک مرسوم در هر جامعه‌ای بر میزان شیوع این اختلال تأثیر مستقیم دارد.
فروید باور داشت که ریشه نمایشگری در مرحلهٔ خودشیفتگی به وجود می‌آید، بدین شرح که لیبیدو (زیست‌مایه) در سیر تکامل خود، ابتدا در دهان، سپس در مقعد و پس از آن در عضو تناسلی کودک متمرکز می‌شود. به نظر فروید نوزاد در مرحلهٔ دهانی سراسر اید است و نمی‌تواند خود را از محیط تمیز بدهد. نوزاد تحت کنترل تکانه‌های زیست‌شناختی است و کاملاً موجودی خودخواه است. در این دوره که مرحلهٔ پیش از توجه کودک به افراد و اشیای خارج در محیط پیرامون است، کودک، پیوسته به خود توجه دارد و از نگریستن به اعضای بدن خود و لمس آن‌ها لذت می‌برد و در واقع به خود عشق می‌ورزد؛ و اینکه مادر چگونه به خواسته‌های کودک پاسخ دهد، که در این زمان فقط خواسته‌های نهاد است، ماهیت جهان کودک و تثبیت یا گذر کودک از این مرحله و شخصیت او در بزرگسالی را تعیین می‌کند. حال اگر در این مرحله که کودک فقط به خود توجه دارد و در واقع مظاهر «نارسیسیسم» یا خودشیفتگی در او متجلی است، لیبیدو تثبیت گردد، خاصیت روانی خودشیفتگی نیز در او باقی خواهد ماند.
فروید علاوه بر عامل خودشیفتگی، محرومیت‌های جنسی را نیز باعث پیدایش اختلال نمایشگری می‌دانست، به همین علت است که «لوئی» دانشمند فرانسوی عقیده دارد که اگر درِ روسپی‌خانه‌های پاریس بسته شود، در هر کوچه و خیابان شهر پاریس نمونه‌های شگفت‌انگیزی از اشخاص نمایشگر خودنمایی خواهند کرد. کارل آبراهام باور دارد که ریشهٔ انحراف خودنمایی را در مردان عقدهٔ اختگی و در زنان رشک آلت مردی به وجود می‌آورد، فروید نیز در این مورد با آبراهام و میشل هم‌داستان است، بنابراین این مورد از نظر فروید باید سومین منشأ نمایشگری باشد.

## مطالعهٔ موردی
کارل آبراهام با ذکر پروندهٔ زن مبتلا به اختلال بدن‌نمایی اجبارگونه، به شرح زیر عقیده خود را دربارهٔ منشأ این انحراف به اثبات رسانده است: زنی ۲۸ ساله که دارای روابط بسیار صمیمانه با شوهرش بوده، اظهار می‌دارد: «برای اولین مرتبه در سن ۱۷ سالگی موقعی که در مقابل آینه‌ای برهنه شده بودم، ناگهان متوجه شدم که پسر همسایه مشغول تماشای من است. با کشف این موضوع دچار هیجان وافری شدم که نزدیک بود از فرط لذت غش کنم و به خوبی احساس کردم که لذت این عمل برای من به مراتب زیادتر از لذت جنسی در موقع همبستری است. در تابستان که برای آب‌تنی به کنار دریا رفته بودم نیز چند بار با این عمل، لذت فوق‌العاده‌ای بردم.»
پس از مراجعه به روان‌پزشک معلوم شد که زن نامبرده دارای اختلال رشک آلت مردی است، یعنی در دوران کودکی (مرحلهٔ سوم از رشد روانی جنسی یا مرحله آلتی) با پی بردن به ساختار جنسی جنس مخالف، و به دلیل عدم شناخت کامل از همجنسان خود، به توهم فقدان عضو جنسی که در مردان وجود دارد دچار می‌شود، احساس حقارت به او دست می‌دهد و به‌علت اینکه اساس جسم او با مردان تفاوت دارد و فاقد عضو نرینه است، دچار کمپلکس و ناراحتی می‌شود و این ناراحتی که بر اثر واپس خوردن، به ناخودآگاه رانده می‌شود، در هنگام مقتضی تجلی و تظاهر می‌کند و فرد مذکور می‌کوشد فقدان عضو نرینه را در خود، با توجه و نمایاندن سینه‌ها و دیگر اندام‌هایش جبران کند. پس از اینکه روان‌کاو، وضع او را تشریح کرد و عقدهٔ او را به ضمیر آگاهش آورد، بیمار پس از مدت کوتاهی درمان شد.

## رویکرد رفتاری
این رویکرد عورت‌نمایی اجبارگونه را نتیجهٔ یادگیری در کودکی تربیت اشتباه می‌داند؛ یعنی زمانی که فرد هنگام نشان دادن خودش تحریک جنسی شده و ناراحتی و رفتار تند دیگران (والدین) از این رفتار، موجب برانگیختگی او شده است. با گذشت زمان، تکرار این رفتار به قدری تقویت شده که به صورت عادت درآمده است. روانشناسان بر اساس همین رویکرد، برای پیشگیری از رفتار نمایشگری، به والدین توصیه می‌کنند از هرگونه رفتار تند و خشن با کودک در برخورد با نمایش برهنگی یا بر انگیختگی جنسی‌اش خودداری کنند. کودک رفتاری مجرمانه و ناشایست ندارد و باید به آرامی فرهنگ پوشش را به او آموخت.

## رویکرد زیستی
بیماری‌های مغزی نیز ممکن است سبب آزادسازی تکانه‌های انحرافی گردد. گزارش‌هایی در دست است که به همراهی عورت‌نمایی با اختلال عصب‌شناسی اذعان کرده‌اند. این گزارش‌ها آسیب مغزی، به ویژه آسیب‌های قطعهٔ گیجگاهی، را با عورت‌نمایی مرتبط دانسته‌اند. خاطرنشان می‌شود که این اختلال عصب‌شناسی با اختلال میل جنسی به کودکان (بچه‌بازی)، اختلال یادگارپرستی، مبدل‌پوشی جنسی و آزارگری-آزارخواهی جنسی (سادومازوخیسم) نیز همراه شده است. در گزارش دیگری به مواردی از اختلال میل جنسی به کودکان، اختلال یادگارپرستی، مبدل‌پوشی جنسی و آزارخواهی جنسی در افراد مبتلا به سندرم توره و اختلال بیش‌فعالی و کم‌توجهی اشاره شده است که عوامل ژنتیکی را در ایجاد این رفتارهای جنسی مؤثر دانسته‌اند.

## درمان رفتاری
برای درمان عورت‌نمایان رویکرد رفتاری، معمولاً کاربرد اصول یادگیری، مانند شرطی‌سازی تقابلی و شرطی‌سازی بیزاری‌آور را دربردارد. فرد باید پیوند میان لذت جنسی و رفتار نمایشگری را یادگیری‌زدایی کند، که این کار یا از طریق برقراری پیوندهای تازه بین تمایل جنسی و محرک‌های مناسب یا از طریق مرتبط کردن درد و شرمندگی، به جای لذت، با رفتار عورت‌نمایی صورت می‌گیرد. برای نمونه، درمانگر ممکن است از «شرطی کردن ناآشکار» یا «حساس‌سازی پنهان» نوعی روش رفتاری، استفاده کند که به موجب آن، درمان‌جو تجسم می‌کند در حالی آشنایان او را می‌بینند، که مشغول رفتارهای عورت نمایی است، و بدین طریق درمان‌جو شرم و خجالت زیادی را متحمل می‌شود. این درمان منتقدانی نیز دارد. شرمساری جنسی چنانچه بیش از حد تقویت شود خود باعث مشکلات و اختلالات بسیاری در روابط زناشویی و ارتباطات اجتماعی خواهد شد.
«روش ارضا» یا «شرطی‌سازی دوبارهٔ ارگاسمی» روشی است که به صورت متداول به کار رفته است؛ و شکل‌های گوناگونی دارد. در این روش، درمان‌جو با استفاده از خیالپردازی‌های غیرنمایشگرانه به خودارضایی تا حد رسیدن به ارگاسم می‌پردازد و سپس در حالی که خیالپردازی‌های نمایشگرانه را با صدای بلند بیان می‌کند به خودارضایی ادامه می‌دهد. نتایج نشان داده‌اند که ارضای کلامی به تنهایی نیز دارای آثار قابل مقایسه‌ای با ارضای عملی بوده است، هم‌اکنون، روش‌های ارضاگری را تحت عنوان «نوارهای ملال آور» در چهارچوب بسیاری از برنامه‌های درمانگری، گنجانده‌اند.
دلزدگی استمنایی: در این حالت فرد به مدت نیم ساعت بعد از انزال به استمنا کردن ادامه می‌دهد – که تکلیفی ملال‌انگیز است – و در عین حال هر نوع تغییر در عورت‌نمایی را با صدای بلند شرح می‌دهد.

## درمان دارویی
علاوه بر مداخله‌های روان شناختی، شواهد بالینی متعددی وجود دارد که پاروکستین می‌تواند رفتارهای بی‌اختیار و تمایلات نمایشگری را کاهش دهد. همچنین کلومیپرامین جهت کنترل اختلال خودنمایشگری (در صورت همراهی با افسردگی اساسی) مورد مطالعه قرار گرفته است.